# Las Vegas Raiders
Las Vegas Raiders (en español, Asaltantes de Las Vegas) es un equipo profesional de fútbol americano de los Estados Unidos con sede en el área metropolitana de Las Vegas, Nevada. Compiten en la División Oeste de la Conferencia Americana (AFC) de la National Football League (NFL) y disputan sus partidos como locales en Allegiant Stadium, ubicado en el suburbio de Paradise.
El equipo fue fundado el 22 de enero de 1960 en la ciudad californiana de Oakland como Oakland Raiders, miembro original de la extinta American Football League (AFL). En mayo de 1982 Al Davis trasladó al equipo a Los Ángeles, donde fueron conocidos como Los Angeles Raiders. Regresaron a Oakland en 1995, pero tras años de negociaciones infructuosas para la construcción de un nuevo estadio, en 2020 abandonaron California para establecerse en Las Vegas.
A lo largo de su historia los Raiders han ganado un total de tres Super Bowls (1976, 1980 y 1983), cinco títulos de conferencia y quince títulos de división.

## Historia

### 1960-1968: Fundación, primeros años y llegada de Al Davis
Los Raiders fueron fundados en Oakland el 30 de enero de 1960 y fueron uno de los miembros originales de la American Football League. La AFL decidió establecerse en la ciudad del norte de California después de que los Minnesota Vikings, que iban a jugar en dicha liga, optasen por unirse a la National Football League (NFL). Oakland heredó las elecciones de Minnesota del Draft de la AFL de 1960, que se había celebrado unos meses en Mineápolis. La franquicia originalmente se llamó Oakland Señors, nombre que salió ganador de un concurso del periódico Oakland Tribune y que hacía referencia a los marineros españoles de California, pero fue cambiado por Raiders a los pocos días debido a la presión popular. 
De cara a la temporada de 1960, los Oakland Raiders contrataron al exentrenador de los Navy Midshipmen, Eddie Erdelatz, como el primer entrenador jefe de la franquicia. El equipo jugó el primer partido de su historia el 11 de septiembre de 1960 perdiendo 22-37 ante los Houston Oilers. Lograron su primera victoria dos semanas después, frente a los Oilers, a los que vencieron por 13-14. En su primera temporada de existencia, los Raiders terminaron en el tercer puesto de la División Oeste de la AFL con un balance de 6-8. En 1961 el equipo comenzó perdiendo sus dos primeros encuentros por 55-0 y 44-0, por lo que Erdelatz fue despedido. Su reemplazo, Marty Feldman, no pudo revertir la situación y el récord de 2-12 con el que acabaron los Raiders fue el peor de toda la AFL.
1962 fue todavía peor que el año anterior. Los Raiders sólo ganaron un partido, el último de la temporada, contra los Boston Patriots, terminando la campaña con un balance de 1-13, el peor registro de toda la historia de la American Football League. Esa fue la primera temporada en la que los Raiders jugaron en Oakland, ya que las dos anteriores las disputaron en el Kezar Stadium y el Candlestick Park, ambos situados en San Francisco.
En 1963 los Raiders contrataron a un joven Al Davis como nuevo entrenador jefe y mánager general. Bajo su mando los Raiders adoptaron los colores negro y plata. En el terreno de juego, mejoraron su balance hasta un 10-4, pero no fue suficiente para alcanzar la final de la AFL. Sin embargo, a pesar de la mejoría, en las dos campañas siguientes el equipo se quedó lejos de pelear por el campeonato de liga. El 8 de abril de 1966, Davis fue nombrado nuevo comisionado de la American Football League y dejó su cargo de entrenador jefe de los Raiders, pero se mantuvo como mánager general. John Rauch reemplazó a Davis como entrenador.
Tras acabar 1966 otra vez lejos de la lucha por el campeonato, los Raiders traspasaron a su quarterback Tom Flores a los Buffalo Bills a cambio del también quarterback Daryle Lamonica. En 1967 los Oakland Raiders lograron su primer título de la AFL tras ser el mejor equipo de la liga 13-1 e imponerse a los Oilers en la final. Eso le dio a los Raiders el pase a la segunda edición del AFL-NFL World Championship Game, que perderían frente a los Green Bay Packers.
En las dos siguientes temporadas, los Raiders volvieron a conseguir el título de división, pero perdieron en el partido por el título de liga en ambas ocasiones frente a New York Jets y Kansas City Chiefs, respectivamente. A pesar de ello, Rauch dimitió como entrenador del equipo debido a sus roces con Al Davis.

### 1969-1978: La era de John Madden
El 4 de febrero de 1969 Al Davis nombró a John Madden, quien llevaba dos años como entrenador de linebackers de la franquicia, nuevo entrenador jefe de los Raiders. Los californianos fueron el mejor equipo de la AFL en la temporada de 1969, la última de la historia de la liga, con un balance de 12-1-1. En la ronda divisional ganaron con contundencia a los Houston Oilers (56-7), pero fueron derrotados por los Kansas City Chiefs en la final de la AFL. 
En 1970 la AFL se integró definitivamente en la NFL y los Oakland Raiders pasaron a formar parte de la American Football Conference (AFC). Ese año los Raiders alcanzaron la final de conferencia, en la que fueron derrotados por los Baltimore Colts de Johnny Unitas. En la campaña siguiente, a pesar de firmar el mismo registro que en 1970 (8-4-2), los Raiders no lograron clasificarse para los Playoffs.
Durante el verano de 1972, Al Davis se convirtió en el propietario mayoritario de la franquicia. Ese año los Raiders recuperaron el título de la AFC Oeste, pero fueron eliminados por los Pittsburgh Steelers en la ronda divisional. Dicho partido se resolvió en la última jugada, conocida como «La Inmaculada Recepción», que está considerada la más importante y la más controvertida de la historia de la NFL. En las tres temporadas siguientes los Raiders ganaron su división y alcanzaron la final de conferencia, pero se quedaron a las puertas de la Super Bowl en las tres ocasiones (en 1973 ante los Miami Dolphins y en 1974 y 1975 ante los Steelers). En esos años se produjo un relevo en el puesto de quarterback: Ken Stabler, que había sido elegido por los Raiders en la segunda ronda del Draft de 1971, se convirtió el QB titular del equipo dos años después en detrimento de Daryle Lamonica.
En 1976 los Raiders lograron un registro de 13-1 y ganaron su quinto título de la AFC Oeste seguido. En los Playoffs eliminaron a los New England Patriots y a los Pittsburgh Steelers, obteniendo el pase a la Super Bowl nueve años después. En la Super Bowl XI se enfrentaron a los Minnesota Vikings, a los que derrotaron 32-14 en el Estadio Rose Bowl de Pasadena, logrando así el primer título de Super Bowl de su historia. El receptor Fred Biletnikoff fue elegido MVP del partido.
Los Raiders no pudieron revalidar su título en 1977, ya que cayeron a manos de los Denver Broncos en el AFC Championship Game y tras quedarse fuera de los Playoffs al año siguiente con un balance de 9-7, al término de la temporada John Madden anunció su retirada como entrenador. El porcentaje de victorias de Madden fue del 75,9%, el más alto de la historia para un entrenador con más de cien partidos dirigidos en la NFL.

### 1979-1981: De Ken Stabler a Jim Plunkett
Tom Flores, hasta entonces entrenador de wide receivers, fue elegido como reemplazo de John Madden. Los Raiders acabaron 1979 con el mismo balance que el año anterior (9-7), y de nuevo fue insuficiente para meterse en Playoffs.
1980 fue un año con controversias en Oakland. Tras unas negociaciones fallidas con el ayuntamiento de Oakland para remodelar el Oakland Coliseum, el 1 de marzo Al Davis llegó a un acuerdo con la ciudad de Los Ángeles para trasladar allí a los Raiders, pero el movimiento fue rechazado por la NFL. Los Raiders presentaron una demanda antimonopolio para desbloquear el veto a la recolocación. Unos días más tarde, Ken Stabler fue traspasado a los Houston Oilers a cambio de Dan Pastorini después de que Davis se negase a mejorarle el contrato. Pastorini fue el QB titular de los Raiders en los primeros partidos de 1980, pero en la quinta semana de competición se rompió la pierna y Jim Plunkett, quien había sido suplente de Stabler la temporada anterior, se hizo con la titularidad.
Bajo el mando de Plunkett, los Raiders fueron segundos en la AFC Oeste con un récord de 11-5 y se metieron en Playoffs. Eliminaron a los Oilers en la ronda de wild cards, a los Cleveland Browns en la ronda divisional y se convirtieron en el primer equipo que se clasificó para la Super Bowl desde la ronda de wild cards tras vencer a los San Diego Chargers en el AFC Championship Game. En la Super Bowl XV, los Raiders derrotaron a los Philadelphia Eagles por 27-10 y lograron su segundo título de Super Bowl. Jim Plunkett fue nombrado MVP del partido.
En 1981 terminaron en el cuarto puesto de su división con un balance negativo de 7-9 y no se clasificaron para la postemporada. Fue la primera vez desde 1964 que los Raiders sumaron más derrotas que victorias. En mayo de 1982, un segundo jurado falló a favor de los Raiders y Al Davis finalmente pudo mover al equipo a Los Ángeles.

### 1982-1994: Etapa en Los Ángeles

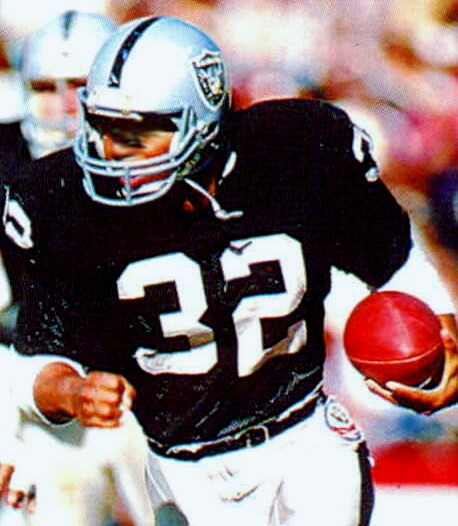
El running back Marcus Allen fue la estrella de los Raiders durante su etapa en Los Ángeles.

En el Draft de 1982, los Raiders eligieron en la primera ronda a Marcus Allen, running back procedente USC. El equipo comenzó su andadura en Los Ángeles con dos victorias seguidas, ambas fuera de casa. Sin embargo, no pudieron jugar su primer partido oficial en el Los Angeles Memorial Coliseum hasta el 22 de noviembre de 1982 debido una huelga de jugadores que duró de septiembre a noviembre y que obligó a suspender la temporada en ese periodo de tiempo y a reducir el calendario a nueve partidos. Los Raiders fueron el mejor equipo de la AFC en 1982 con un balance final de 8-1, pero su temporada llegó su fin en la ronda divisional, en la que fueron derrotados por los New York Jets.
En 1983 los Raiders fueron de nuevo el mejor equipo de su conferencia (12-4) y se clasificaron para su cuarta Super Bowl tras eliminar a los Pittsburgh Steelers y a los Seattle Seahawks en los Playoffs. En la Super Bowl XVIII los Raiders se impusieron 38-9 a los Washington Redskins, logrando el tercer título de Super Bowl de su historia y el primero, y hasta el momento el único, para una franquicia estando radicada en Los Ángeles. Marcus Allen fue elegido MVP del partido tras firmar 191 yardas de carrera y dos touchdowns, incluyendo uno precedido de una carrera de 74 yardas.
Al término de la temporada de 1987, Tom Flores dejó el puesto de entrenador jefe y fue sustituido por Mike Shanahan. La primera temporada de Shanahan se saldó un balance de 7-9 y los Raiders no alcanzaron la postemporada. En 1989, tras un inicio de 1-4, Shanahan fue despedido y Al Davis anunció que Art Shell sería su sustituto. Shell se convirtió en el primer entrenador jefe negro en la era moderna de la NFL. Los Raiders mejoraron con su nuevo técnico, pero no pudieron clasificarse para Playoffs. Al año siguiente el equipo llegó hasta la final de la AFC, en la que fueron derrotados 51-3 por los Buffalo Bills.
A comienzos de la década de 1990 la relación entre Marcus Allen y Al Davis se deterioró debido una disputa salarial. En sus últimos años en los Raiders, Allen fue relegado a un papel secundario a pesar de que el otro corredor estrella del equipo, Bo Jackson, había sufrido una lesión de cadera que le obligó a retirarse del fútbol americano en 1991. El techo de los Raiders entre 1991 y 1993 fue la ronda divisional de esa última temporada.
Después de terminar 1994 9-7 pero fuera de Playoffs, Art Shell fue despedido y en junio de 1995, Al Davis anunció su intención de trasladar de nuevo el equipo a Oakland después de que las autoridades de la ciudad y del Condado de Alameda se comprometieran a ampliar la capacidad del Oakland Coliseum. Como la NFL nunca reconoció oficialmente la recolocación de Oakland a Los Ángeles, no podía rechazar el nuevo traslado ni exigir la cuota por reubicación que se paga en estos casos y que ese mismo año tuvieron que abonar los Rams por su traslado de Los Ángeles a San Luis.

### 1995-2019: Regreso a Oakland
Finalmente para la temporada de 1995, se concretó el regreso de los Raiders bajo la dirección del entrenador Mike White, teniendo un buen comienzo ganador de 8-2. Sin embargo, las continuas lesiones de su quarterback, Jeff Hostetler, llevaron al equipo a una pésima racha donde perdieron los últimos seis encuentros de la temporada, quedando fuera de los playoffs.
En 2000 los Raiders ganaron su primer título de la AFC Oeste en una década y lograron su primera clasificación para Playoffs desde 1993. En la ronda divisional vencieron a los Miami Dolphins, pero en el AFC Championship Game cayeron ante los a la postre campeones, los Baltimore Ravens. En 2001 los californianos volvieron a ganar su división, pero fueron eliminados por los New England Patriots en la ronda divisional, un partido conocido como el «Tuck Rule Game». Al término de la temporada, Jon Gruden fue traspasado a los Tampa Bay Buccaneers a cambio de cuatro elecciones de Draft y ocho millones de dólares.
Bill Callahan, hasta entonces coordinador ofensivo, fue ascendido a entrenador jefe en sustitución de Gruden. Bajo su dirección, los Raiders lograron su tercer título de división en 2002 con un regristro de 11-5. Rich Gannon, el quarterback del equipo, fue nombrado MVP de la liga esa temporada. En postemporada los californianos lograron su primer pase para la Super Bowl desde la edición XVIII tras eliminar a los New York Jets y a los Tennessee Titans. Sin embargo, en la Super Bowl XXXVII caerían derrotados frente a los Buccaneers de Gruden por 48-21.
Después de aquella Super Bowl, los Raiders comenzaron un declive progresivo. En 2003 no se metieron en Playoffs tras ganar ocho partidos menos que en el año anterior y entre 2004 y 2007 ocuparon el último puesto de su división. En 2006, con el regreso como entrenador jefe de Art Shell, los Raiders firmaron la peor temporada de su historia en la NFL (2-14). Ese balance les otorgó la primera elección global del Draft de 2007, que emplearon en el quarterback JaMarcus Russell.
El 8 de octubre de 2011, Al Davis falleció a los 82 años de edad debido a una insuficiencia cardíaca. Su viuda, Carol, y su hijo, Mark, heredaron la propiedad de la franquicia. Como homenaje a su padre, Mark Davis estableció la tradición de encender una antorcha antes de los partidos de los Raiders en casa. 
En 2016 los Oakland Raiders lograron su mejor registro desde 2000 (12-4) y pusieron fin a su sequía de catorce años sin entrar en Playoffs. Se enfrentaron a los Houston Texans en la ronda de wild cards, donde cayeron 27-14. 
Mientras sobre el terreno de juego la marcha de los Raiders no era buena, la familia Davis comenzó sondear de nuevo la posibildad de trasladar al equipo a otra ciudad si las autoridades de Oakland no acometían la construcción de un nuevo estadio o una renovación profunda del Oakland Coliseum. Tras sondear destinos como San Antonio e incluso un posible retorno a Los Ángeles, a comienzos de 2017, los Raiders comenzaron a formalizar el proceso de recolocación de la franquicia hacia Las Vegas y el 27 de marzo de ese año, los propietarios de los equipos de la NFL aprobaron por 31-1 el traslado de los Raiders a la ciudad de Nevada para 2020.
Tras terminar 2017 fuera de Playoffs con un balance de 6-10, Del Río fue despedido y fue reemplazado por Jon Gruden, que no entrenaba en la NFL desde 2008, cuando fue cesado como entrenador de los Buccaneers. En su regreso al banquillo de Oakland, Gruden no logró mejorar el registro de su antecesor (4-12) y los Raiders fueron el peor equipo de la AFC Oeste. Esa temporada los californianos traspasaron a su defensa estrella Khalil Mack a cambio de dos elecciones de primera ronda, una elección de tercera ronda y una elección de sexta ronda.
De cara a 2019 los Raiders pretendían jugar en el Oracle Park, estadio de los San Francisco Giants de las Grandes Ligas de Béisbol, debido a la finalización de su contrato de arrendamiento en el Oakland Coliseum, pero tanto los San Francisco 49ers como la alcaldesa de San Francisco, London Breed, mostraron su rechazo. Los Niners ejercieron sus derechos territoriales y los Raiders se vieron obligados a disputar su última campaña en Oakland en el Coliseum. 
En marzo los Raiders adquirieron al receptor Antonio Brown a cambio de elecciones de tercera y quinta ronda del Draft de 2019. Sin embargo, Brown no llegó a debutar con su nuevo equipo ya que fue cortado poco antes del inicio de la temporada tras protagonizar una serie de controversias durante el verano, incluyendo insultos al mánger general Mike Mayock. El 15 de septiembre de 2019, ante los Kansas City Chiefs, Derek Carr superó a Ken Stabler y se convirtió en el jugador con más yardas de pase de la historia de los Raiders.

### 2020-presente: Llegada a Las Vegas
Los Oakland Raiders se convirtieron oficialmente en los Las Vegas Raiders el 22 de enero de 2020. A finales de julio de ese año fue inaugurado su nuevo estadio, el Allegiant Stadium. Sin embargo, debido a la pandemia de COVID-19 los Raiders anunciaron que jugarían todos sus partidos en casa a puerta cerrada durante la temporada de 2020. Su primer partido como equipo vegano se celebró el 13 de septiembre de 2020, venciendo 30-34 a los Carolina Panthers. La semana siguiente jugaron su primer encuentro en Las Vegas, donde se impusieron 34-24 a los New Orleans Saints. Los Raiders terminaron el año 8-8, segundos en su división pero nuevamente fuera de Playoffs.
En el verano de 2021, Carl Nassib se convirtió en el primer jugador de la NFL en activo en declararse abiertamente homosexual. Durante la primera mitad de la temporada de 2021, los Raiders se vieron involucrados en dos episodios extradeportivos negativos. En octubre, Jon Gruden dejó su puesto de entrenador jefe después de que salieran a la luz una serie de correos electrónicos suyos en 2011 en los que empleó términos homófobos y misóginos. Y en noviembre, el receptor Henry Ruggs fue cortado tras protagonizar un accidente de tráfico a alta velocidad bajo los efectos del alcohol en el que falleció una chica de 23 años. En el aspecto deportivo, los Raiders terminaron el año 10-7 y obtuvieron el pase para los Playoffs tras vencer a Los Angeles Chargers en la última jornada, pero fueron eliminados en la primera ronda por los Cincinnati Bengals.
De cara a 2022 los Raiders acometieron cambios profundos en su estructura deportiva. Dave Ziegler reemplazó a Mike Mayock como mánager general del equipo y Josh McDaniels fue contratado como nuevo entrenador jefe en sustitución del interino Rich Bisaccia. Sin embargo, a mitad de la temporada de 2023, tanto Ziegler como McDaniels fueron despedidos tras acumular un balance total de 9-16 a lo largo de temporada y media. 

## Uniforme
Los uniformes actuales de los Raiders constan de casco plateado con una banda negra y el logo de la franquicia, pantalón plateado con una banda negra y camiseta negra con números plateados en el caso de la equipación local o camiseta blanca con números negros en el caso de la indumentaria visitante. Este estilo se adoptó en 1963, cuando Al Davis se convirtió en el entrenador jefe y mánager general del equipo y cambió el esquema de colores de la franquicia. 
Los primeros uniformes de los Raiders constaban de una camiseta negra (blanca en el caso de la camiseta visitante) con detalles dorados y casco negro. Entre 1960 y 1962, en la espalda de los jugadores aparecía su nombre completo. 

## Estadio

### Antiguos terrenos de juego

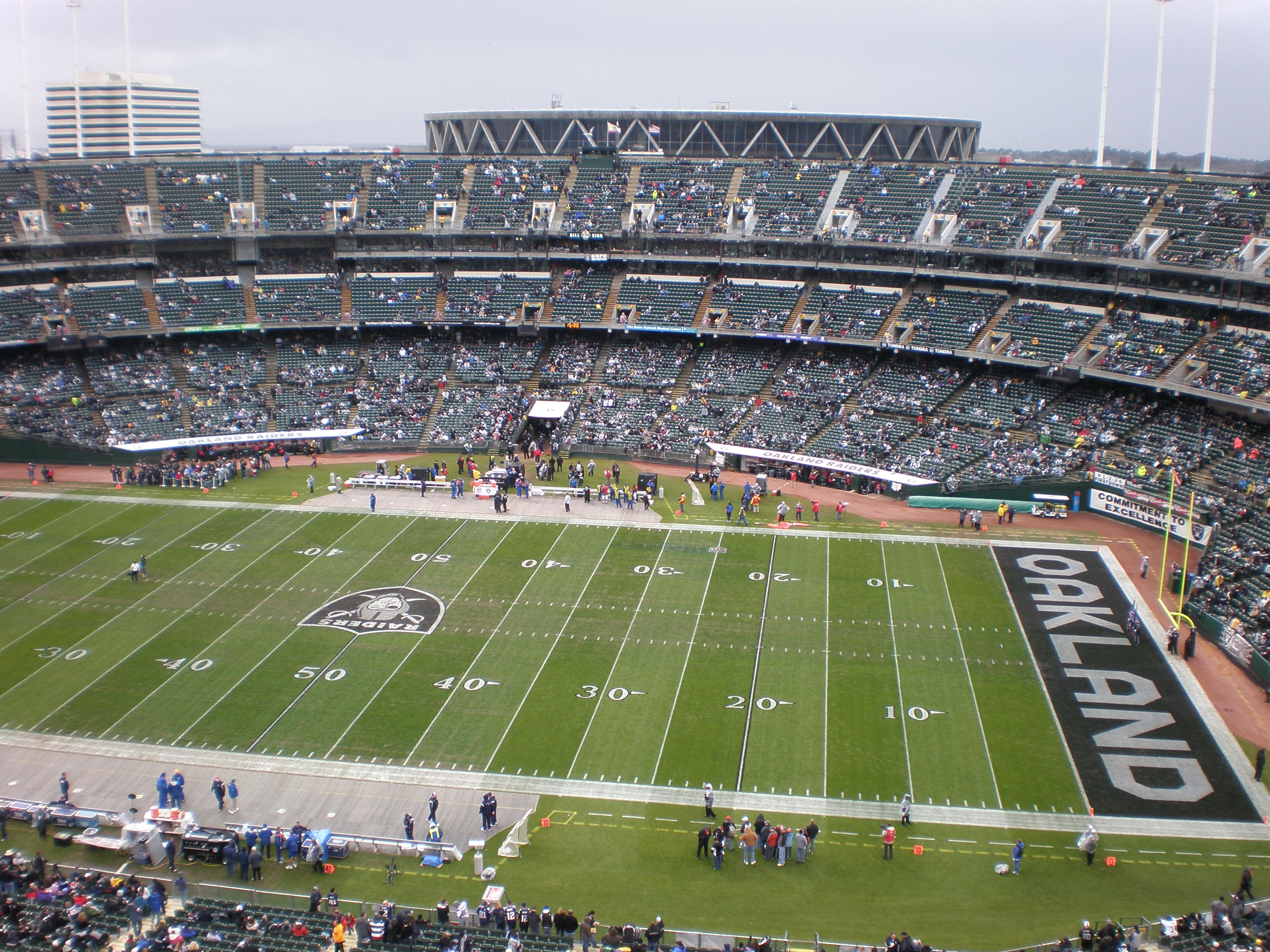
El Oakland Coliseum, estadio en el que los Raiders han jugado la mayor parte de su historia.

Durante su etapa en California, los Raiders emplearon cinco estadios para jugar sus partidos como locales. Cuatro en el Área de la Bahía de San Francisco (dos en San Francisco y dos en Oakland) y uno en Los Ángeles.
- Kezar Stadium (1960). En su primera temporada de existencia, los Raiders disputaron cuatro partidos en el Kezar Stadium, el estadio de los San Francisco 49ers. Ubicado en el sureste del Golden Gate Park de San Francisco, tenía capacidad para 59.942 espectadores en aquel entonces.
- Candlestick Park (1960-1961). También localizado en San Francisco, los Raiders jugaron en el Candlestick Park, casa de los San Francisco Giants de las Grandes Ligas de Béisbol, sus tres últimos encuentros de 1960 y toda la temporada de 1961.
- Frank Youell Field (1962-1965). Los Raiders jugaron en ese recinto provisional durante la construcción del Oakland Coliseum. Tenía capacidad para 22.000 espectadores, costó aproximadamente 400.000 dólares y fue el primer hogar del equipo en Oakland.
- Oakland Coliseum (1966-1981, 1995-2019). Desde la temporada de 1966, con un lapso de 1982 a 1994 por su estancia en Los Ángeles, los Raiders juegan en el Oakland-Alameda County Coliseum. El estadio ha tenido varios nombres: Network Associates Coliseum (1999-2004), McAfee Coliseum (2004-2008), Overstock.com Coliseum (2011) y O.co Coliseum (2011-2015).
- Los Angeles Memorial Coliseum (1982-1994). Durante su etapa en Los Ángeles, el equipo jugó sus partidos de casa en Los Angeles Memorial Coliseum, con capacidad para 93.000 espectadores.

### Allegiant Stadium

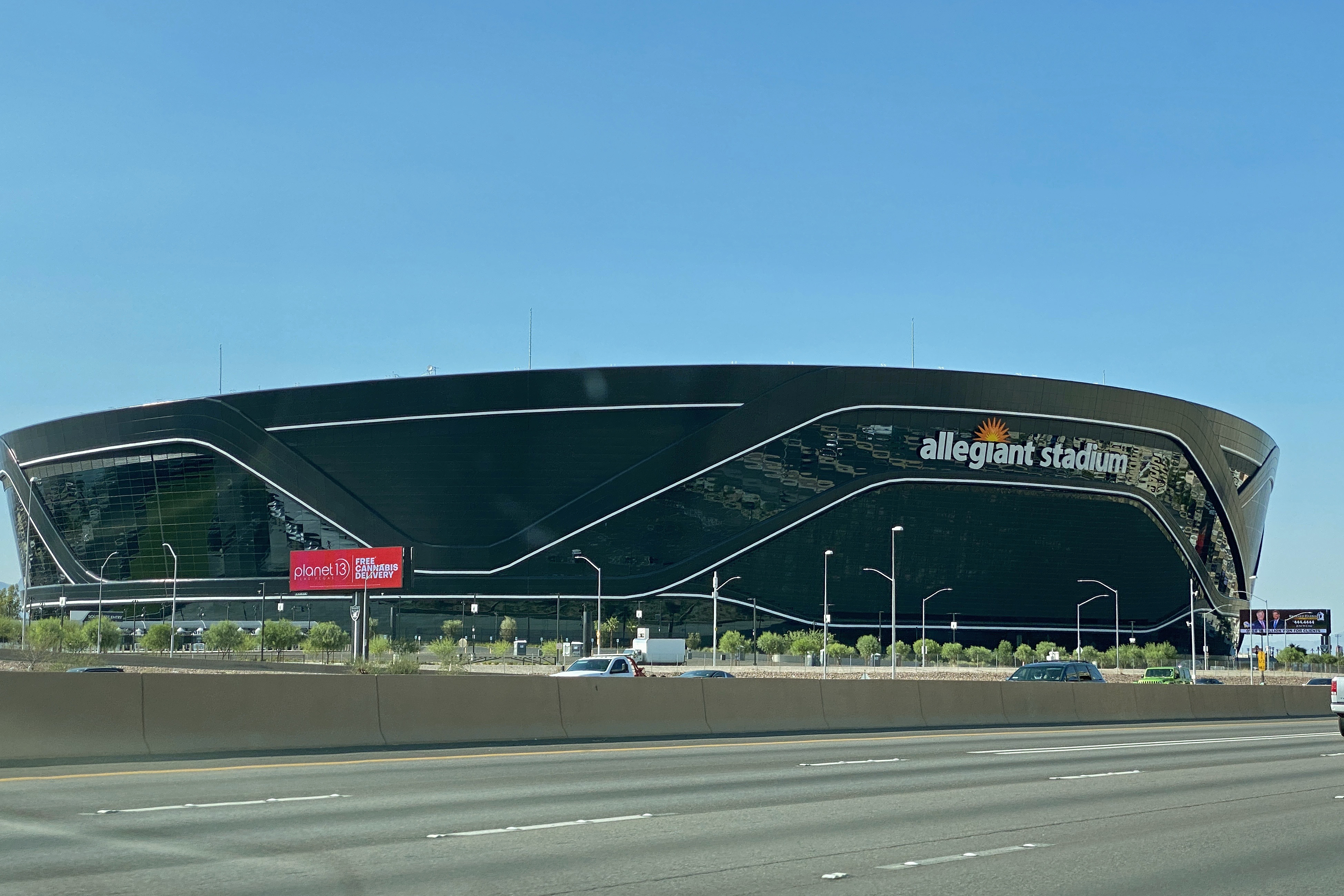
El Allegiant Stadium, estadio de los Raiders desde 2020.

Los Raiders juegan en el Allegiant Stadium desde su traslado a Las Vegas en 2020. En él también juegan los UNLV Rebels, el equipo de fútbol americano de la Universidad de Nevada, Las Vegas. Ubicado en la comunidad de Paradise, es un estadio cubierto y cuenta con capacidad para 65.000 espectadores. Su coste fue de 1.900 millones de dólares, lo que hace del Allegiant Stadium el segundo estadio más caro de la historia, únicamente por detrás del SoFi Stadium.
Originalmente previsto para ser inaugurado en agosto de 2020 con un concierto del cantante Garth Brooks, la pandemia de COVID-19 hizo que las autoridades del Condado de Clark declarasen el estadio inaugurado el 31 de julio de 2020. Los Raiders iban a jugar en su nueva casa por primera vez el 27 de agosto de ese año en un encuentro de pretemporada ante los Arizona Cardinals. Sin embargo, la pandemia obligó a cancelar todos los partidos de pretemporada de la NFL. Esa situación hizo que los Raiders tomasen la decisión de jugar todos sus encuentros como locales a puerta cerrada durante toda la temporada de 2020. El Allegiant Stadium albergó su primer partido el 22 de septiembre de 2020 en un Monday Night Football que enfrentó a los Raiders con los New Orleans Saints. Alvin Kamara, running back de los Saints, anotó el primer touchdown de la historia del estadio.
En el interior del recinto se encuentra la Antorcha Memorial de Al Davis, el objeto realizado con impresora 3D más grande del mundo.

## Jugadores y cuerpo técnico

### Entrenadores

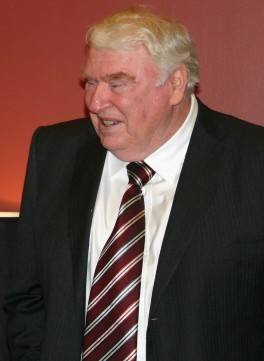
John Madden es el entrenador más exitoso de la historia de los Raiders.

Los Raiders han tenido un total de veintiún entrenadores jefe a lo largo de su historia. El primero de ellos fue Eddie Erdelatz, quien dirigió al equipo en su primera temporada de existencia (1960).
Los principales éxitos de los Raiders se lograron en las décadas de 1970 y 1980 de la mano de John Madden y Tom Flores. Ambos fueron incluidos en el Salón de la Fama del Fútbol Americano Profesional en calidad de entrenadores. Madden entrenó al equipo entre 1969 y 1978 y es el entrenador jefe que más partidos ha dirigido en la historia de la franquicia (142). Bajo su mando los Raiders ganaron siete títulos de división, alcanzaron la final de conferencia siete veces -cinco de ellas de manera consecutiva- y obtuvieron el primer título de Super Bowl de su historia (la edición XI). Nunca tuvo una temporada con balance negativo y su porcentaje de victorias (75,9%) es el más alto de la historia de la NFL de entre todos los entrenadores con más de cien partido dirigidos. Flores, que había sido quarterback del equipo entre 1960 y 1966, sustituyó a Madden en 1979 y se convirtió en el primer entrenador jefe de origen latino de la historia de la NFL. Es el técnico que más Super Bowls ha ganado dirigiendo a los Raiders, habiendo ganado las ediciones XV y XVIII representando a ciudades distintas (Oakland y Los Ángeles, respectivamente).
Otro entrenador destacado de la historia de los Raiders es John Rauch. Ocupó el cargo de entrenador jefe durante tres temporadas (1966-1968) y llevó al equipo a su primer y único título de la American Football League. Tiene el porcentaje de victorias más alto de la historia de la franquicia (79,8%). En el lado opuesto está Red Conkright, técnico interino cuyo porcentaje de triunfos es del 11,1%, el más bajo para un entrenador de los Raiders.

### Miembros del Salón de la Fama del Fútbol Americano Profesional
| Las Vegas Raiders Hall of Famers | Las Vegas Raiders Hall of Famers | Las Vegas Raiders Hall of Famers | Las Vegas Raiders Hall of Famers | Las Vegas Raiders Hall of Famers |
| Jugadores                        | Jugadores                        | Jugadores                        | Jugadores                        | Jugadores                        |
| N.º                              | Nombre                           | Posición                         | Periodo                          | Año                              |
| -------------------------------- | -------------------------------- | -------------------------------- | -------------------------------- | -------------------------------- |
| 77                               | Ron Mix                          | OT                               | 1971                             | 1979                             |
| 00                               | Jim Otto                         | C                                | 1960-1974                        | 1980                             |
| 16                               | George Blanda                    | QB, K                            | 1967-1975                        | 1981                             |
| 24                               | Willie Brown                     | CB                               | 1967-1978                        | 1984                             |
| 63                               | Gene Upshaw                      | G                                | 1967-1981                        | 1987                             |
| 14, 25                           | Fred Biletnikoff                 | WR                               | 1965-1978                        | 1988                             |
| 78                               | Art Shell                        | OT                               | 1968-1982                        | 1989                             |
| 83                               | Ted Hendricks                    | LB                               | 1975-1983                        | 1990                             |
| 22                               | Mike Haynes                      | CB                               | 1983–1989                        | 1997                             |
| 29                               | Eric Dickerson                   | RB                               | 1992                             | 1999                             |
| 75                               | Howie Long                       | DE                               | 1981-1993                        | 2000                             |
| 42                               | Ronnie Lott                      | S                                | 1991-1992                        | 2000                             |
| 87                               | Dave Casper                      | TE                               | 1974-1980, 1984                  | 2002                             |
| 32                               | Marcus Allen                     | RB                               | 1982-1992                        | 2003                             |
| 80                               | James Lofton                     | WR                               | 1987-1988                        | 2003                             |
| 76                               | Bob Brown                        | OT                               | 1971-1973                        | 2004                             |
| 26                               | Rod Woodson                      | S                                | 2002–2003                        | 2009                             |
| 80                               | Jerry Rice                       | WR                               | 2001-2004                        | 2010                             |
| 8                                | Ray Guy                          | P                                | 1973-1986                        | 2014                             |
| 81                               | Tim Brown                        | WR                               | 1988-2003                        | 2015                             |
| 12                               | Ken Stabler                      | QB                               | 1970-1979                        | 2016                             |
| 18                               | Randy Moss                       | WR                               | 2005–2006                        | 2018                             |
| 24                               | Charles Woodson                  | CB                               | 1998-2005, 2013-2015             | 2021                             |
| 21                               | Cliff Branch                     | WR                               | 1972-1986                        | 2022                             |
| 92                               | Richard Seymour                  | DE                               | 2009-2012                        | 2022                             |
| 21                               | Eric Allen                       | CB                               | 1998-2001                        | 2025                             |
| Entrenadores                     |                                  |                                  |                                  |                                  |
| N.º                              | Nombre                           | Posición                         | Periodo                          | Año                              |
| –                                | John Madden                      | Entrenador jefe                  | 1969-1978                        | 2006                             |
| 15                               | Tom Flores                       | Entrenador jefe                  | 1960-1987                        | 2021                             |
| Contribuyentes                   |                                  |                                  |                                  |                                  |
| N.º                              | Nombre                           | Posición                         | Periodo                          | Año                              |
| –                                | Al Davis                         | Entrenador jefe, GM, propietario | 1963-2011                        | 1992                             |
| –                                | Ron Wolf                         | Directivo                        | 1963-1974, 1979-1989             | 2015                             |

### Números retirados
Los Raiders no tienen ningún número retirado. Todos los números están disponibles, independientemente de quiénes los llevasen con anterioridad.

## Premios
| MVP de la Temporada - Ken Stabler - 1974 - Marcus Allen - 1985 - Rich Gannon - 2002 MVP de la Super Bowl - Fred Biletnikoff - 1976 (XI) - Jim Plunkett - 1980 (XV) - Marcus Allen - 1983 (XVIII) Jugador Ofensivo del Año - Ken Stabler - 1974 - Marcus Allen - 1985 Jugador Defensivo del Año - Lester Hayes - 1980 - Khalil Mack - 2016 | Novato Ofensivo del Año - Marcus Allen - 1982 Novato Defensivo del Año - Charles Woodson - 1998 Premio Walter Payton al Hombre del Año - George Blanda - 1974 |

## Afición

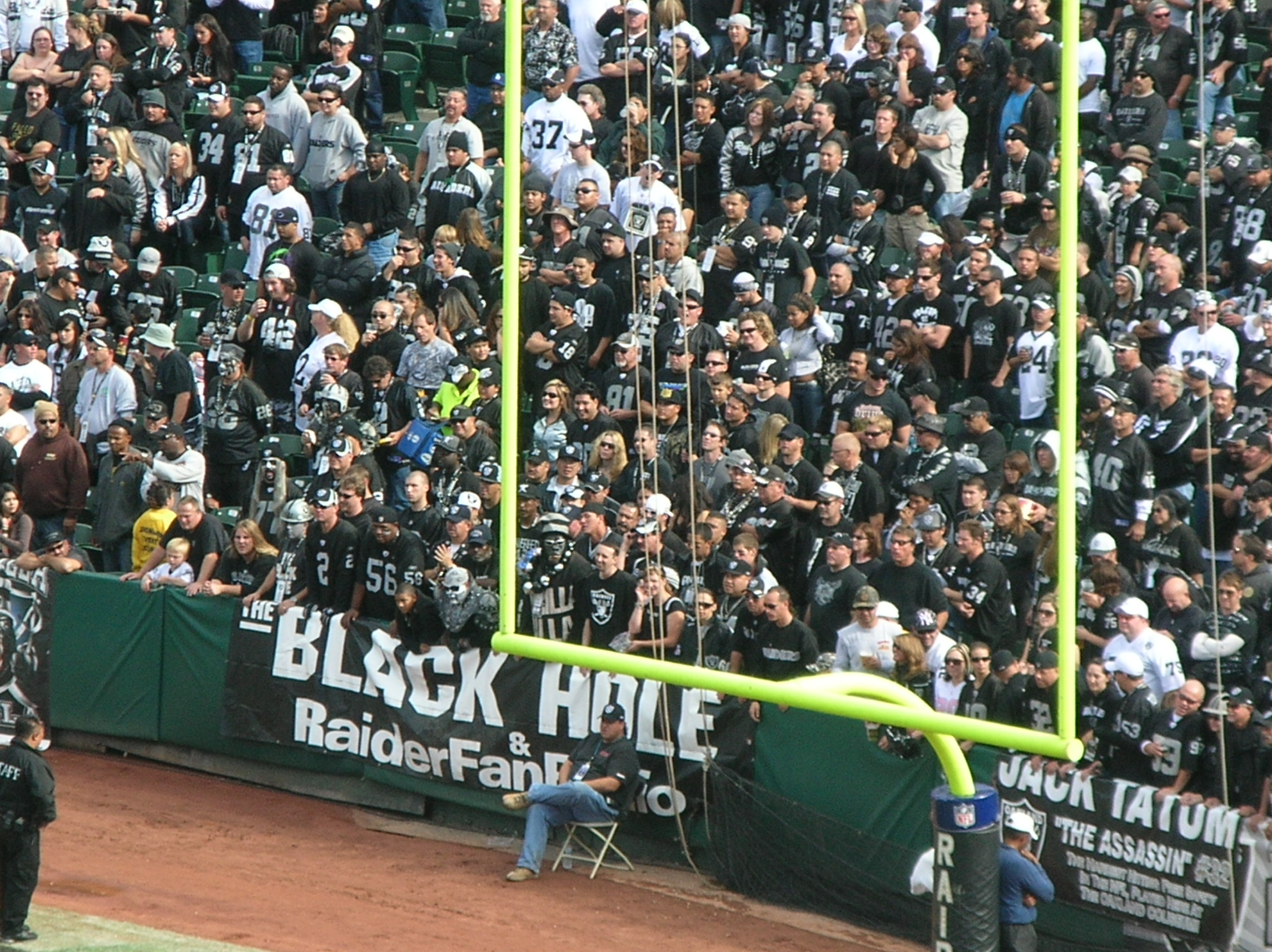
El "Black Hole" de la Raider Nation.

La Raider Nation es el apodo dado a los más fanáticos de la propagación del equipo a lo largo de los Estados Unidos y el mundo. Los miembros de la Raider Nation que asisten a los partidos en casa son conocidos por llegar temprano al estadio, hacer tailgating, y vestirse con máscaras y trajes negros. La Raider Nation también es conocida por el Black Hole, un área específica del estadio frecuentada por los aficionados más ruidosos y fervientes.
En 1968, Al Davis creó el apodo "Raider Nation". En septiembre de 2009, Ice Cube grabó una canción para los Raiders titulada "Raider Nation", y en 2010, participó en el episodio del documental de ESPN de 30 for 30 titulado Straight Outta L.A., centrado principalmente en N.W.A y el efecto de la imagen Raider en su persona.
Al Davis acuñó eslóganes como "Pride and Poise" ("El orgullo y aplomo"), "Commitment to Excellence" ("Compromiso con la excelencia") y "Just Win, Baby" ("Sólo ganar, nene/a"). Todos los lemas son marcas registradas del equipo. "Compromiso con la excelencia" proviene de una cita de Vince Lombardi, "La calidad de vida de una persona es directamente proporcional a su compromiso con la excelencia, independientemente de su campo de actividad".